# Анні-ва
Анні-ва (*д/н — кін. XIII ст. до н. е.) — хазану (цар) Сідона в XIII ст. до н. е.

## Життєпис
Син царя Адад-му. Згадується лише на одній власній печатці. Ймовірно, зберігав вірність єгипетським фараонам, оскільки з іншого листа відомо про сідонського посланця (убру) Млікіраму до ассирійського царя Тукульті-Нінурти I, з яким домовлялися про політичний союз і торгівельні зв'язки. При цьому сідонський цар відправив посланця не за власним бажанням, а за наказом фараона (Мернептаха або Сеті II). На думку дослідників, це свідчить про збереження політичної ваги сідонських царів.
Ймовірно, на кінець панування Анні-ви припадає вторгнення «народів моря». Є дискусійним факт стосовно захоплення філістимлянами з Ашкелона власне Сідона: це сталося за панування Анні-ви чи його наступника (ім'я не збереглося). Низка науковців вказують на відсутність будь-якого імені володаря або навіть згадки власне сідонського царя протягом століття після Анні-ви тому, що саме за його царювання ворог захопив Сідон, який пограбували. Частина сідонян утекла до Тіру, друга — до Арваду.